# Oele

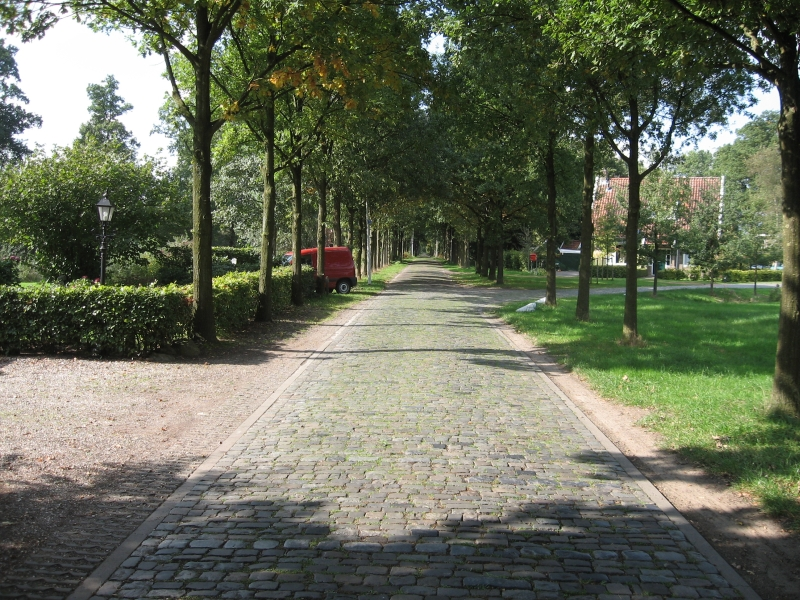
De Albersdijk in Oele

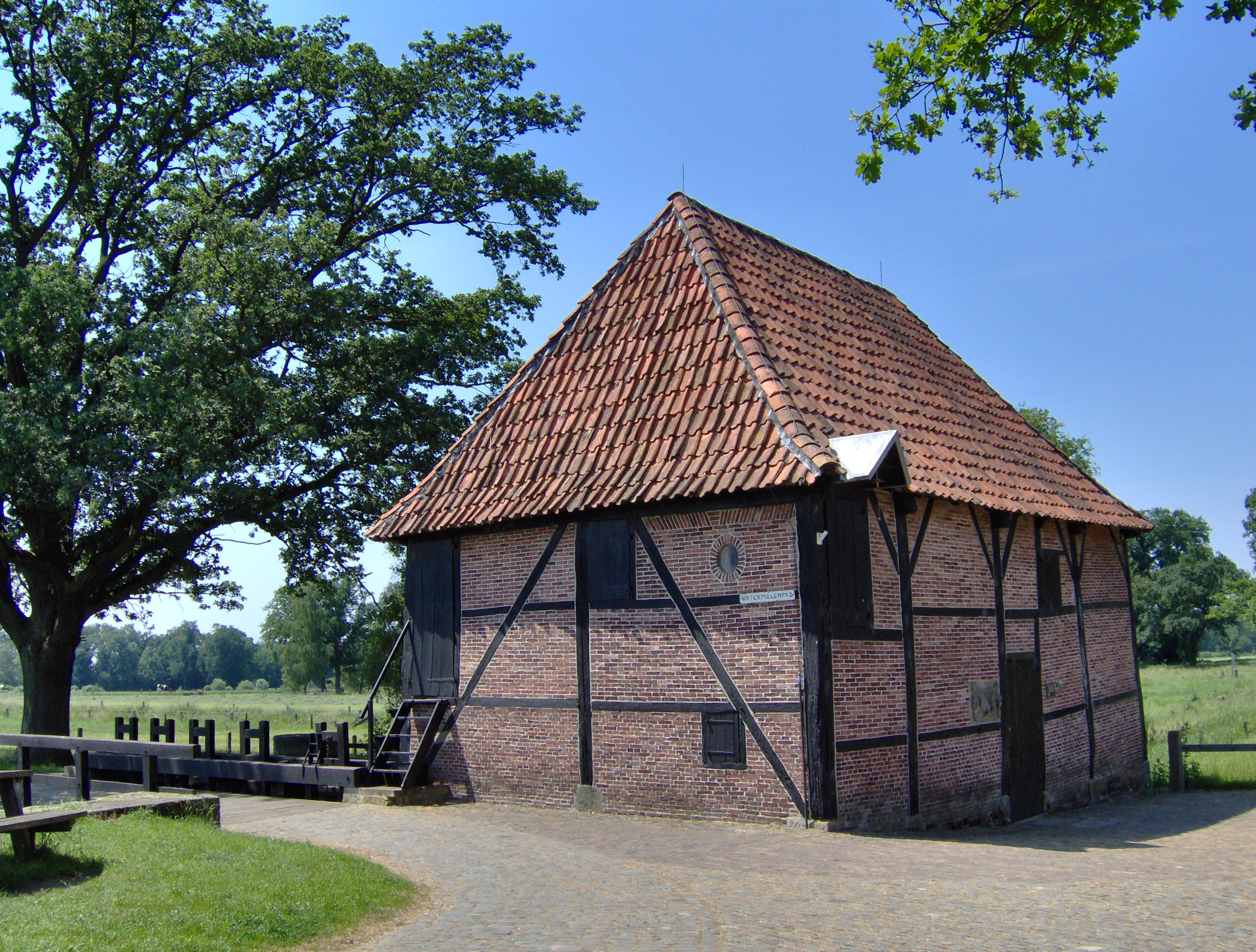
De watermolen De Oldemeule in Oele

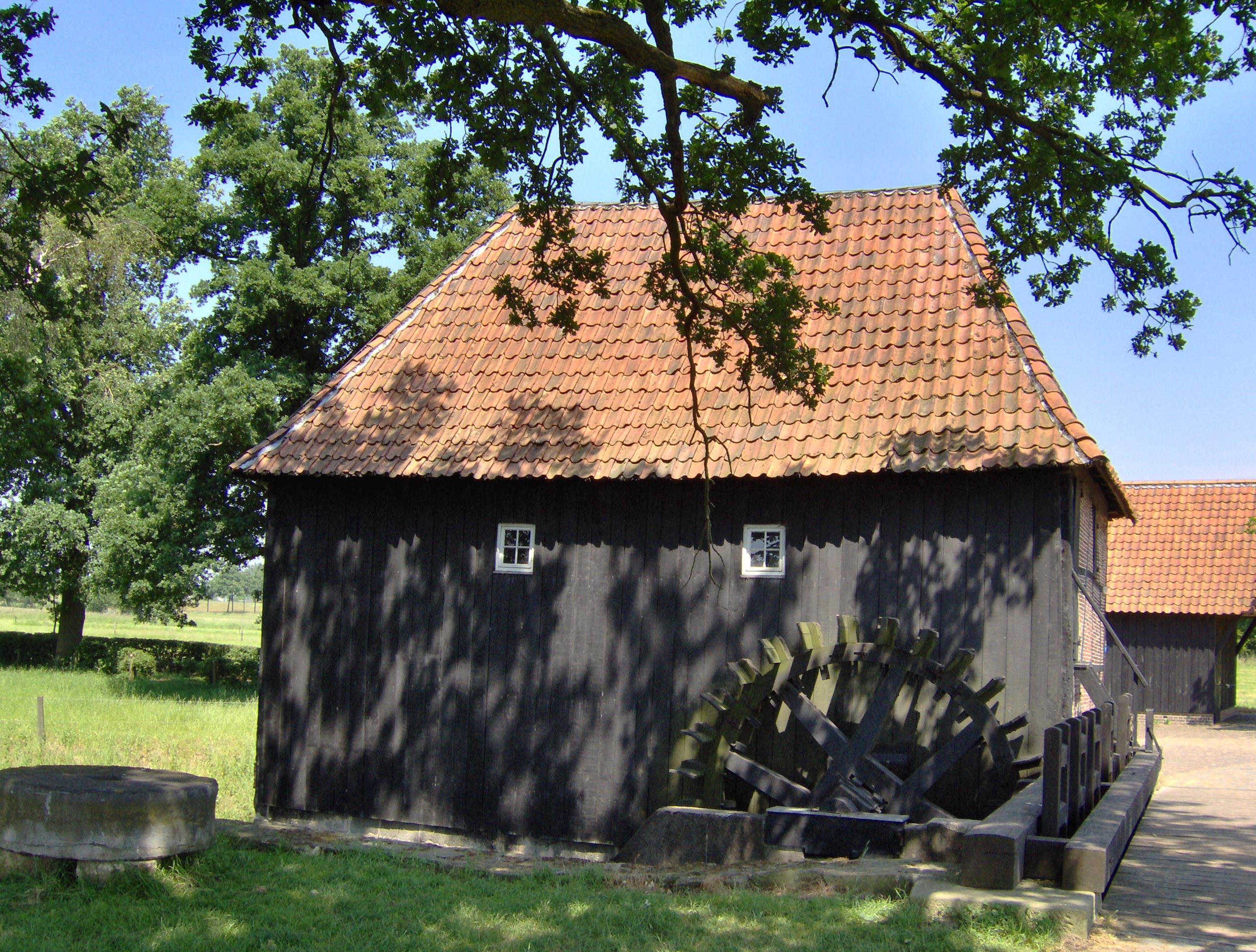
Dezelfde watermolen, gezien van de andere kant van het gebouw

Oele (verouderd ook: Eule, Nedersaksisch: Eul) is een buurtschap in de gemeente Hengelo in de Nederlandse provincie Overijssel. De buurtschap ligt ten zuidwesten van Hengelo, ter weerszijden van het Twentekanaal. De A35 en N739 (de weg van Hengelo naar Beckum en Haaksbergen) lopen door de buurtschap.

## Geschiedenis
Tot het ontstaan van de gemeente Hengelo in 1811 hoorde Oele onder het richterambt Delden. Het gebied van de buurschap Oele viel half onder de marke Woolde en half onder de Grote Boerenmarke van Delden, waarvan ook de buurschappen Deldeneresch en Deldenerbroek deel uitmaakten.

## WatermolenDe Oldemeule
Zeker sinds de 14e eeuw bevindt zich in Oele een watermolen. De huidige watermolen, De Oldemeule aan de Oelerbeek, dateert uit 1690. De watermolen was toen in het bezit van Joost Christoffer van Bevervoorde tot Oldemeule, drost van Diepenheim en eigenaar van de havezate Oldemeule, die in 1800 werd afgebroken. De ondergrond van de voormalige havezate werd in 1840 eigendom van Twickel, de molen werd in 1880 bij het bezit gevoegd. In het verleden stond er ook een oliemolen, maar deze werd in 1900 afgebroken. Tijdens de Tweede Wereldoorlog was de molen nog in gebruik voor het malen van graan, maar daarna raakte de Oldemeule in verval. Tegenwoordig is de molen eigendom van de gemeente Hengelo, die de molen in 1979 weer maalvaardig maakte. De molen is in de zomermaanden regelmatig op zondag geopend voor publiek. In de afgelopen jaren zijn enkele nieuwe molenaars opgeleid.

## Piet Mondriaan
Piet Mondriaan heeft rond 1907 meerdere keren in Hengelo (De Waarbeek) gelogeerd bij de bevriende schilder Albert G. Hulshoff Pol (1883-1957). In deze periode maakte hij bekende werken als De rode wolk en Bos bij Oele. Van dit laatste werk is onbekend welk bos precies model stond voor het schilderij.